# Hartwig (cràter)

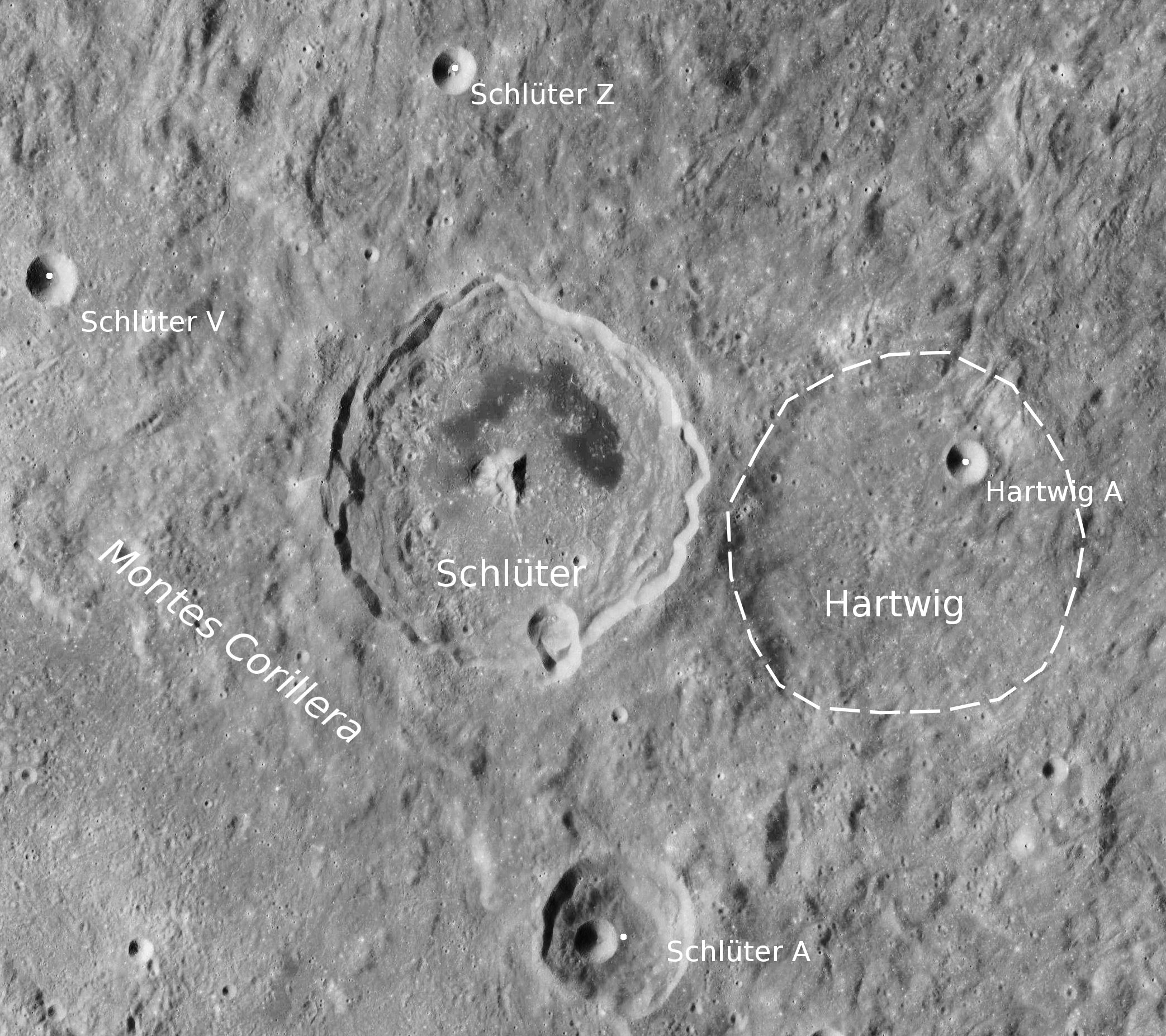
Fotografia de la missió LRO

Hartwig és un cràter d'impacte que es troba prop de l'extremitat occidental de la Lluna. Està unit a la vora oriental del prominent cràter Schlüter, al nord-est de la cadena muntanyenca denominada Montes Cordillera, que envolta la Mare Orientale. A l'est-nord-est de Hartwig apareix el cràter més gran Riccioli.

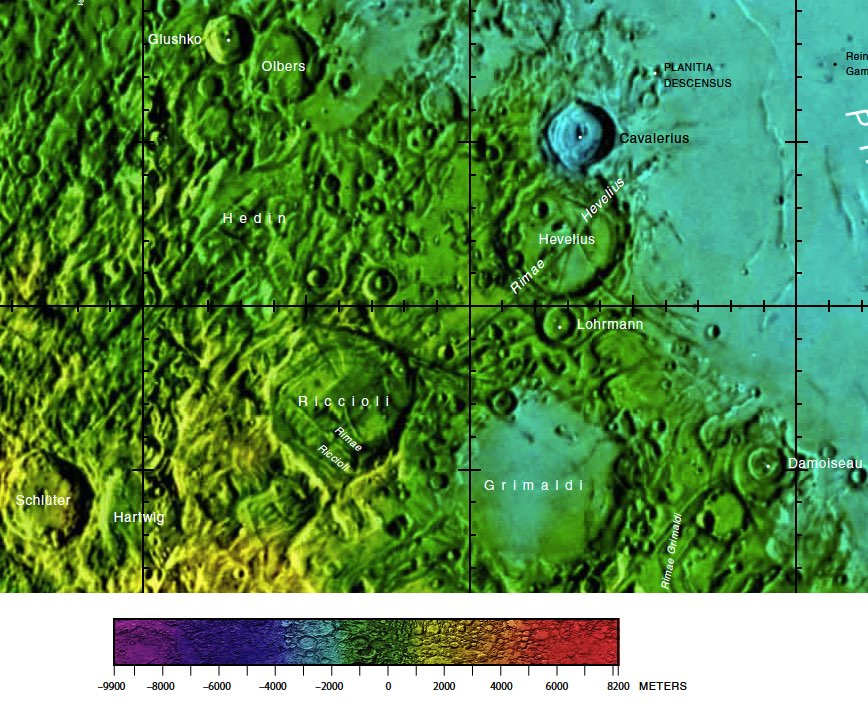
Localització de Hartwig (a baix a l'esquerra de la imatge)

Aquest cràter es troba dins del mantell exterior de materials ejectats que envolta la conca d'impacte de la Mare Orientale, i la seva forma ha estat modificada per aquest material, especialment la vora oriental del cràter. Només una porció de la vora occidental prop d'Schluter conserva la seva forma original. El sòl interior també ha estat modificat, amb un petit cràter proper al sector nord-est del brocal del cràter.

## Cràters satèl·lit
Per convenció aquestes característiques s'identifiquen en els mapes lunars col·locant la lletra en el costat del punt central del cràter que està més proper a Hartwig.
|         | \| Hartwig \| Coordenades \| Diàmetre \| \| ------- \| ---------------------------------- \| -------- \| \| A \| 5° 42′ S, 79° 48′ O / 5.7°S,79.8°O \| 10 km \| \| B \| 8° 18′ S, 77° 24′ O / 8.3°S,77.4°O \| 11 km \| |          |
| Hartwig | Coordenades | Diàmetre |
| A       | 5° 42′ S, 79° 48′ O / 5.7°S,79.8°O | 10 km    |
| B       | 8° 18′ S, 77° 24′ O / 8.3°S,77.4°O | 11 km    |